# Gyroantrieb

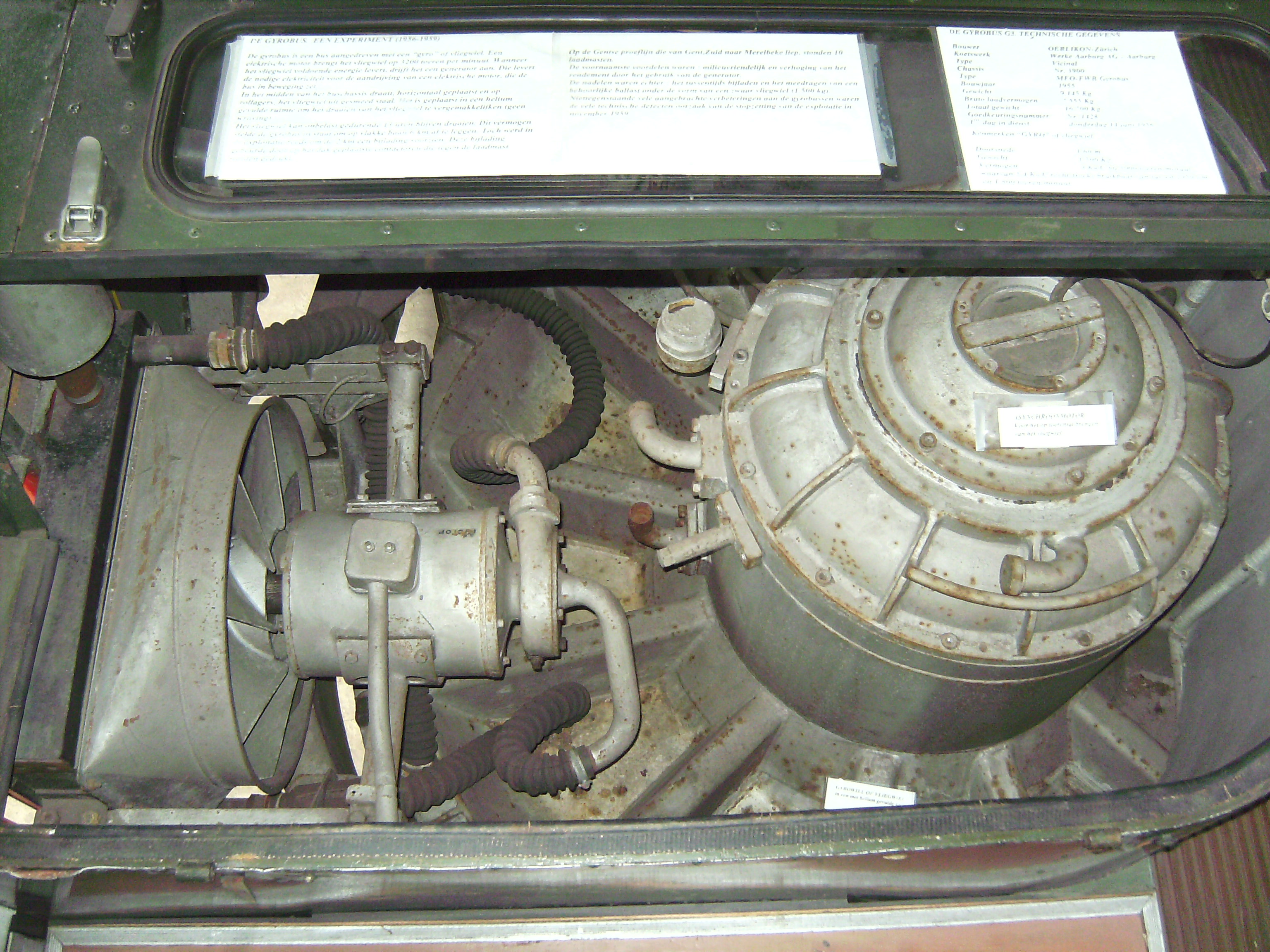
Gyroantrieb eines Gyrobuses von 1955

Ein Gyroantrieb ist eine Antriebsform, bei der ein beschleunigtes Schwungrad (in diesem Zusammenhang auch „Rotor“ genannt) als Energiespeicher für den Antrieb verwendet wird. Die meisten Gyroantriebe arbeiten mit Elektrizität, um die Energie des Rotors in Antriebsenergie umzuwandeln. Es sind aber auch Systeme in Entwicklung, die direkt mechanische Energie verwenden.